# جورج إدوارد باكوس
جورج إدوارد باكوس (بالإنجليزية: George Edward Backus)‏ هو عالم فيزياء الأرض أمريكي، ولد في 24 مايو 1930 في شيكاغو في الولايات المتحدة.